# Az ENSZ zászlaja
Az Egyesült Nemzetek Szervezetét 1945-ben hozták létre abból a célból, hogy képviselje a világbéke, a nemzetközi biztonság és együttműködés ügyét. Jelenleg a legnagyobb és legjelentősebb nemzetközi szervezet, 193 tagországgal.
Osztályai nemzetközi ügyekkel foglalkoznak a gazdasági, a pénzügyi, tudományos, oktatási, szociális, jogi és egészségügyi szférában. A lobogót 1947. október 20-án adoptálták. A kék szín és az olajágak a békét jelképezik, a világtérkép pedig a szervezet globális hatókörét.